# Giuseppe Giacobazzi
Giuseppe Giacobazzi, pseudonimo di Andrea Giuseppe Sasdelli (Alfonsine, 19 febbraio 1963), è un attore e cabarettista italiano.
È noto per le sue esibizioni caratterizzate dall'uso dell'accento romagnolo e di un abbigliamento stravagante.

## Biografia
Trascorre l'infanzia nella campagna lughese, nella frazione Passogatto, con il padre (nato a Lugo) e la madre (originaria di Bagno di Romagna). All'età di nove anni si trasferisce con la famiglia a Borgo Panigale, quartiere di Bologna. Dopo le scuole medie, si iscrive all'Istituto Tecnico per Geometri «Pacinotti» di Bologna, senza tuttavia terminare gli studi. Esordisce nello spettacolo come conduttore radiofonico nel 1984 in una radio privata a Lavezzola. Il suo primo personaggio è il tipico contadino romagnolo, il signor Giuseppe: semi-analfabeta, si diletta a comporre poesie. Rimane alla radio fino al 1992. Nello stesso periodo conosce Maurizio Pagliari, alias Duilio Pizzocchi, attivo sulla scena bolognese da anni, che lo fa esordire sul palcoscenico. Nel marzo 1993 decide di aggiungere al suo personaggio il cognome e sceglie Giacobazzi, perché Andrea è tifoso della Ferrari e sulla tuta del suo mito Gilles Villeneuve compare in evidenza, come sponsor, il nome della casa vinicola «Giacobazzi». Il suo personaggio viene quindi inserito da Pizzocchi come ospite fisso nel suo spettacolo Il Costipanzo Show, oltre ad apparire nelle emittenti locali.
Il debutto sulla Tv nazionale avviene nel 2004 su Rai 2 come protagonista della sitcom Tisana Bum Bum. Nel 2005 debutta a Zelig Off in cui, nelle varie serate, intrattiene il pubblico con storie e poesie surreali. Nel 2006 debutta con Zelig Circus in prima serata su Canale 5. Dal 2006 al 2012 fa parte del cast dei comici di Zelig. Collabora con il gruppo rock-demenziale Gem Boy, cantando con loro le canzoni Tritanic e Luna Pork e lo si trova in alcune gag nei loro dischi Sbollata e Fiches. Nel 2012 ha vinto la prima edizione di RiDiano - Festival della Comicità di Diano Marina. Nella stagione 2013-2014 cura una rubrica nel programma di Canale 5 Verissimo. A partire dal 2010 conduce con Duilio Pizzocchi un programma radiofonico, Il Mani-comico, che va in onda tutti i giorni su Radio Italia Anni 60 Emilia-Romagna. Nel novembre del 2021 torna ad esibirsi a Zelig.

### Vita privata
È sposato dal 1997 e ha una figlia.

### Vicende giudiziarie
Il 7 ottobre 2011 il Pm di Modena ha chiesto una condanna a un anno e quattro mesi per spaccio di droga nei confronti di Sasdelli. La vicenda ebbe origine per un presunto possesso di alcuni grammi di cocaina, rilevato nel corso delle indagini dei carabinieri che a novembre 2010 consentirono di smantellare un'organizzazione di spacciatori nel Modenese, presso la quale furono sequestrati 8 kg di droga e portarono all'arresto di 16 persone. Il comico è stato successivamente assolto con formula piena
.

## Filmografia

### Cinema
- Baciato dalla fortuna, regia di Paolo Costella (2011)
- Vacanze di Natale a Cortina, regia di Neri Parenti (2011)
- All'ultima spiaggia, regia di Gianluca Ansanelli (2012)
- Regalo a sorpresa, regia di Fabrizio Casini (2013)
- Un Natale al Sud, regia di Federico Marsicano (2016)
- Buon lavoro, regia di Marco Demurtas (2018)
- Tutto liscio, regia di Igor Maltagliati (2019)

### Televisione
- Don Matteo – serie TV, episodio 6x03 (Rai 1, 2008)
- Summertime – serie TV (Netflix, 2020-2022)
- L'ispettore Coliandro – serie TV, episodio 8x03 (Rai 2, 2021)

### Teatro
- Sburoni si nasce (2003, 2009)
- Una vita da pavura (2010)
- Com'era (2011)
- Apocalypse (2012)
- Un po' di me (2013)
- Io ci sarò (2017)
- Noi, mille volti e una bugia (2019)
- Il Pedone (2023-2025)

### Musica
- Balla sui cubi (1994)
- Patacca Rap

## Televisione
- Zelig Off (Canale 5, 2005)
- Zelig Circus (Canale 5, 2006)
- Zelig (Canale 5, 2007-2012; 2021)
- L'ispettore Coliandro, regia dei Manetti Bros. – serie TV, episodio 8x04 (Rai 2, 2021)
- Italia 1 On stage - Gran Varietà (Italia 1, 2022)
- Only Fun - Comico Show (Nove, dal 2022)
- La partita del cuore per la Romagna (Italia 1, 2023)
- Io ci sarò (Nove, 2023)
- Nove Comedy Club - Giuseppe Giacobazzi in Noi. Mille volti e una bugia (Nove, 2024)

## Opere
- Sburoni si nasce!, Bologna, Edizioni Costipanzo Show, 2001, ISBN non esistente.
- Una vita da paura, Segrate, Kowalski, 2008, ISBN 978-88-7496-752-0.
- Giuseppe Giacobazzi e Duilio Pizzocchi, Quel tesoro di mio figlio, Milano, Kowalski, 2009, ISBN 978-88-7496-689-9.
- Un po' di me, Segrate, Sperling & Kupfer, 2015, ISBN 978-88-200-5847-0.